# Navarredondilla
Navarredondilla ist ein zentralspanischer Ort und Gemeinde (municipio) mit 158 Einwohnern (Stand: 2024) in der Provinz Ávila in der Autonomen Region Kastilien-León.

## Lage
Navarredondilla befindet sich am östlichen Ende der Sierra de Gredos gut 29 km südsüdöstlich von Ávila bzw. gut 90 km westlich von Madrid in einer Höhe von ca. 1135 m.
Das Klima im Winter ist kühl, im Sommer dagegen durchaus warm; Niederschlagsmengen (575 mm/Jahr) fallen – mit Ausnahme der nahezu regenlosen Sommermonate – verteilt übers ganze Jahr.

## Bevölkerungsentwicklung
| Jahr      | 1970 | 1981 | 1991 | 2001 | 2011 | 2021 |
| --------- | ---- | ---- | ---- | ---- | ---- | ---- |
| Einwohner | 522  | 400  | 318  | 279  | 261  | 172  |

Der Bevölkerungsrückgang seit den 1950er Jahren ist im Wesentlichen auf die Mechanisierung der Landwirtschaft und den damit einhergehenden Verlust an Arbeitsplätzen zurückzuführen.

## Sehenswürdigkeiten
- Jakobuskirche